# جو تایلور
جو تایلور (انگلیسی: Jud Tylor؛ زادهٔ ۲۴ مارس ۱۹۷۹) یک هنرپیشه اهل کانادا است. او در فصل ۱۰ مجموع سوپرنچرال در نقش آدینا ایفای نقش کرده است.